# 캐스린 매코믹
캐스린 매코믹(Kathryn McCormick, 1990년 7월 7일 ~ )은 미국의 배우이자 무용가이다.

## 참여 작품
- 페임 (2009년 영화)
- 스텝업 4: 레볼루션
- 유 캔 댄스
- 댄싱 위드 더 스타
- CSI: 과학수사대